# Zhongdong, Guangxi
Zhongdong (kinesiska: 中东镇, 中东) är en köping i Kina. Den ligger i den autonoma regionen Guangxi, i den södra delen av landet, omkring 50 kilometer väster om regionhuvudstaden Nanning. Antalet invånare är 31429. Befolkningen består av 14 694 kvinnor och 16 735 män. Barn under 15 år utgör 19,0 %, vuxna 15-64 år 69 %, och äldre över 65 år 10,0 %.
Genomsnittlig årsnederbörd är 1 936 millimeter. Den regnigaste månaden är augusti, med i genomsnitt 393 mm nederbörd, och den torraste är februari, med 31 mm nederbörd.